# Cybaeus shingenni
Espèce
Cybaeus shingenni est une espèce d'araignées aranéomorphes de la famille des Cybaeidae.

## Distribution
Cette espèce est endémique du Japon.

## Publication originale
- Komatsu, 1968 : Cave spiders of Japan II: Cybaeus, Dolichocybaeus and Heterocybaeus (Cybaeinae). Arachnological Society of East Asia, Osaka, p. 1-38.